# Leichtathletik-Weltmeisterschaften 2013/Teilnehmer (Katar)
| Gelbes Symbol für Goldmedaillen mit stilisierten Olympischen Ringen | Graues Symbol für Silbermedaillen mit stilisierten Olympischen Ringen | Braundes Symbol für Bronzemedaillen mit stilisierten Olympischen Ringen |
| ------------------------------------------------------------------- | --------------------------------------------------------------------- | ----------------------------------------------------------------------- |
| —                                                                   | 1                                                                     | —                                                                       |

Der Leichtathletik-Verband Katars stellte zu den Leichtathletik-Weltmeisterschaften 2013 in der russischen Hauptstadt Moskau insgesamt fünf Athleten.

## Ergebnisse

### Männer

#### Laufdisziplinen
| Athlet                   | Disziplin | Vorlauf     | Vorlauf | Halbfinale    | Halbfinale    | Finale             | Finale             |
| Athlet                   | Disziplin | Zeit        | Platz   | Zeit          | Platz         | Zeit               | Platz              |
| ------------------------ | --------- | ----------- | ------- | ------------- | ------------- | ------------------ | ------------------ |
| Samuel Francis           | 100 m     | 10,21 s     | 22      | DNS           | DNS           | –––                | –––                |
| Musaeb Abdulrahman Balla | 800 m     | 1:46,94 min | 19      | 1:45,43 min   | 11            | nicht qualifiziert | nicht qualifiziert |
| Mohamad al-Garni         | 1500 m    | 3:40,01 min | 23      | ausgeschieden | ausgeschieden | ausgeschieden      | ausgeschieden      |

#### Sprung/Wurf
| Athlet                | Disziplin  | Qualifikation | Qualifikation | Finale             | Finale             |
| Athlet                | Disziplin  | Weite/Höhe    | Platz         | Weite/Höhe         | Platz              |
| --------------------- | ---------- | ------------- | ------------- | ------------------ | ------------------ |
| Mutaz Essa Barshim    | Hochsprung | 2,29 m        | 6             | 2,38 m             | Silber             |
| Ashraf Amgad el-Seify | Hammerwurf | 69,70 m       | 26            | nicht qualifiziert | nicht qualifiziert |